# جيه دبليو ماريوت ادمونتون آيس
جيه دبليو ماريوت ادمونتون آيس هي ناطحة سحاب متعددة الاستخدامات بنيت في إدمونتون، ألبيرتا في مقاطعة آيس الجديدة. وسوف تكون مشتركة بين فندق جيه دبليو ماريوت ومساكن أساطير الخاصة. بدأ البناء في تشرين الثاني 2014، ومن المتوقع أن يتم افتتاحه في أواخر عام 2018.
يقع الفندق بين الطابق الأول والطابق ال22،  وسيحوي 356 غرفة، وقاعة اجتماعات بمساحة 2,300 متر مربع (25,000 قدم2) وقاعة مناسبات بمساحة 930 متر مربع (10,000 قدم2) . بين الطابق ال23 والطابق ال54 سوف تقع مساكن أساطير الخاصة مع مزايا فاخرة للبيع والإجار  سوف يكون المبنى ما مجموعه 55 طابقا، على ارتفاع 192.95 م (633.0 قدم) عند انتهاء البناء. كان من المقرر ان يكون البناء فندق دلتا, لكن ماريوت أنهت الصفقة أولا سوف يكون ثالث فندق جيه دبليو ماريوت في كندا، بعد جيه دبليو ماريوت روسو موسكوكا منتجع وسبا في بلدية منطقة موسكوكا في أونتاريو, و جيه دبليو ماريوت بارك في فانكوفر، كولومبيا البريطانية.

## روابط خارجية
- Ice District Properties نسخة محفوظة 28 سبتمبر 2017 على موقع واي باك مشين.
- JW Marriott Hotel & Legends Private Residences (Emporis)
- Ice District Hotel & Residences (Skyscraperpage)

‌